# Cerkiew Świętego Ducha w Gródku
Cerkiew Świętego Ducha – unicka, następnie prawosławna cerkiew w Gródku, wzniesiona na początku XIX w. i najprawdopodobniej rozebrana podczas akcji polonizacyjno-rewindykacyjnej r. 1938.

## Historia
W Gródku od początku XVIII w. do 1787 działał klasztor bazylianów. Po jego likwidacji dotychczasową monasterską cerkiew Trójcy Świętej zachowano jako parafialną. Na początku XIX w. na jej miejscu zbudowano nową świątynię. Najprawdopodobniej powstała ona w 1803 w związku z bardzo złym stanem technicznym starszego obiektu sakralnego; jako daty budowy wymieniano również, najpewniej nieściśle, r. 1801 i 1806. Już na początku lat 30. XIX w. cerkiew opisano jako zniszczoną, wymagającą wymiany podłogi, umocnienia i oszalowania ścian, wymiany pokrycia dachu i innych napraw. W złym stanie była również wolnostojąca drewniana dzwonnica. Do remontu przystąpiono jednak dopiero w 1862, a jego wykonawcą był Marcin Siennicki, majster ciesielski z Horodła. W 1866 wykonano prace uzupełniające.
W latach poprzedzających likwidację unickiej diecezji chełmskiej z inicjatywy władz carskich wnętrze cerkwi w Gródku przekształcono w duchu prawosławia rosyjskiego. Przed 1870 usunięto z niej organy, zaś jeszcze wcześniej, w 1866, wstawiono jednorzędowy ikonostas z wizerunkami Matki Bożej, Jezusa Chrystusa, św. Szczepana, św. Mikołaja, postaciami Ewangelistów na carskich wrotach i sceną Ostatniej Wieczerzy nad nimi. Wykonał go R. Bieliński w Hrubieszowie. Dalsze zmiany w architekturze cerkwi miały miejsce po 1875, gdy miejscowa wspólnota została już włączona do Rosyjskiego Kościoła Prawosławnego. Usunięto wówczas ołtarze boczne, konfesjonały, ławki i ambonę, zaś w 1887 przebudowano dachy i umieszczono na nich cebulaste kopułki. Zmieniono również wezwanie cerkwi na Świętego Ducha.
Liczbę parafian cerkwi w Gródku szacowano w 1875 na 530 osób, a w 189? – na 689. Czyniło to z miejscowej parafii jedną z mniejszych wspólnot najpierw w unickiej diecezji chełmskiej, potem w wikariacie chełmskim eparchii chełmsko-warszawskiej i wreszcie w prawosławnej eparchii chełmskiej.
Cerkiew została opuszczona w 1915, gdy wierni udali się na bieżeństwo. W II Rzeczypospolitej władze nie wyraziły zgody na jej ponowne otwarcie, chociaż miejscowa ludność ubiegała się o to. W 1929 metropolita warszawski i całej Polski Dionizy bez powodzenia starał się w Ministerstwie Wyznań Religijnych i Oświecenia Publicznego o zgodę na utworzenie w Gródku nieetatowej filii jednej z parafii dekanatu hrubieszowskiego diecezji warszawsko-chełmskiej. Obiekt pozostawał zamknięty, a w 1938 został zniszczony podczas akcji polonizacyjno-rewindykacyjnej.
W Gródku do końca II wojny światowej znajdował się także czynny prawosławny cmentarz.